# Slag bij Le Mans

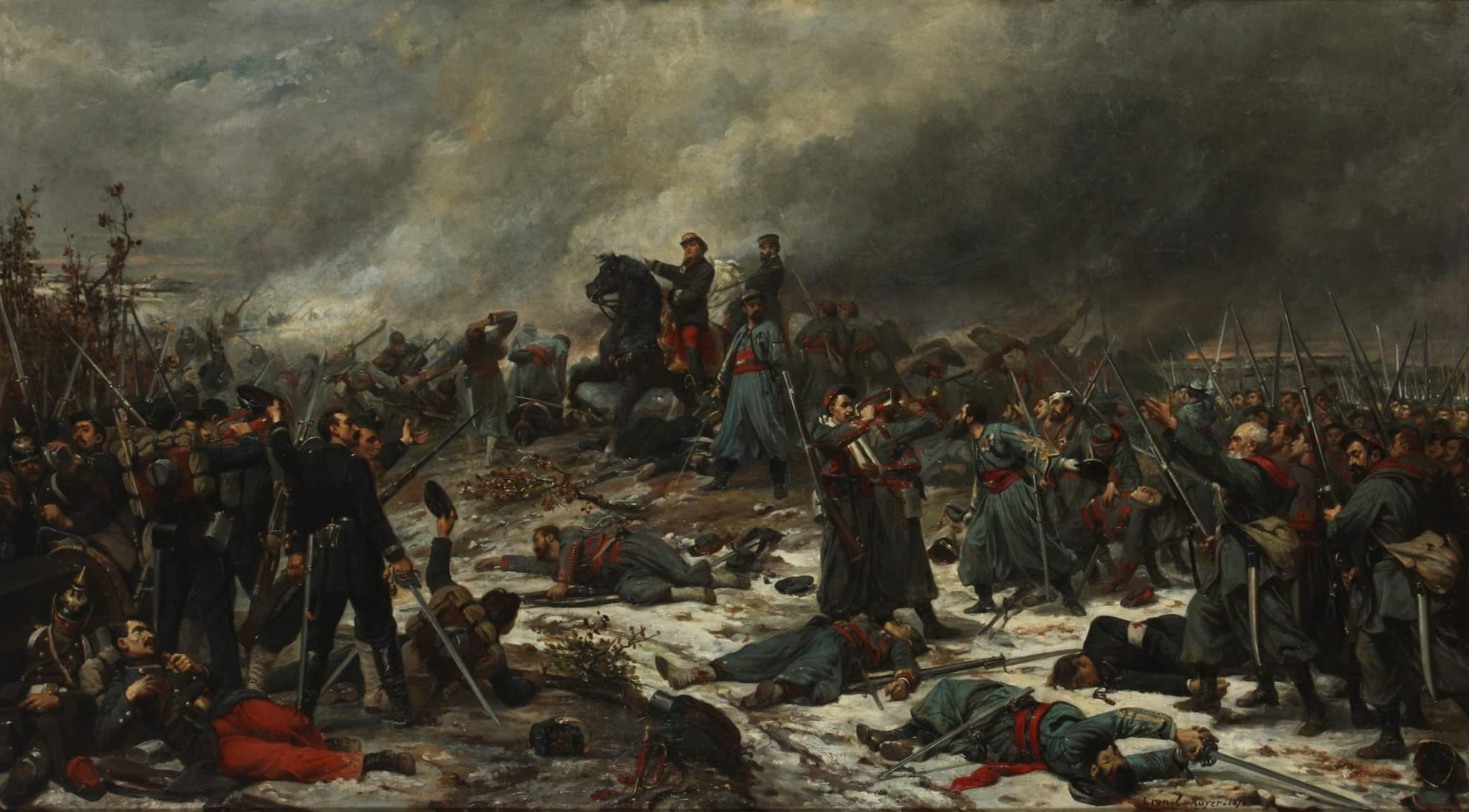
Gevecht op het Plateau van Auvours

De Slag bij Le Mans werd op 11 en 12 januari 1871 uitgevochten als onderdeel van de Frans-Pruisische Oorlog, dicht bij de stad Le Mans. Een Pruisisch legerkorps, geleid door Frederik Karel van Pruisen, versloeg het Franse Tweede Leger van de Loire onder leiding van generaal Alfred Chanzy.

## Aanloop
Na de verloren Slag bij Orléans (2 tot 4 december 1870) plooide het Leger van de Loire terug op Le Mans. Generaal Alfred Chanzy beschikte over 150.000 man, maar een derde van deze manschappen had geen gevechtservaring. Het ging om vrijwilligers die in allerijl door minister van Oorlog Léon Gambetta bijeen waren gebracht om de verliezen in het Franse leger aan te vullen. Zo vochten er 9 à 10 duizend Bretons bij Le Mans die in het kamp van Conlie een korte opleiding hadden gekregen. De troepen waren uitgerust met verouderde geweren. Bovendien had het Franse leger bijna zijn volledige cavalerie en een groot deel van zijn artillerie verloren.

## Verloop
De gevechten begonnen op 11 januari 1871. Het kleinere maar beter uitgeruste Pruisische leger slaagde erin het Plateau van Auvours in te nemen. Tegen het einde van de dag waren de Fransen gedwongen hun posities bij de rivier Huisne op te geven. De Franse linkerflank plooide zich terug richting Alençon in het noorden. Het Franse centrum en de rechtervleugel namen nieuwe posities in ten westen van de Sarthe.
De volgende dag wisten de Pruisische troepen verder door te stoten tot aan Le Mans. De buitenwijk Pontlieue en het dorp Yvré-l'Évêque werden ingenomen. Er volgden straatgevechten in Le Mans zelf. 
De slag was verloren en generaal Chanzy liet op de 12e de resten van zijn leger terugplooien op Laval met achterlating van de artillerie. Op de 13e nam het Pruisische leger ook nog eens het kamp van Conlie in.
Het Franse Leger van de Loire verloor bij de slag 29.000 mannen (doden, gewonden en krijgsgevangenen). Ook deserteerde tot een derde van de manschappen. 

## Gevolgen
Nadat ook het Franse Leger van het Noorden werd verslagen op 19 januari bij Saint-Quentin was het duidelijk dat het omsingelde Parijs niet zou kunnen ontzet worden. Op 28 januari werd een wapenstilstand ondertekend.